# Acrocephalus schoenobaenus
El carricerín común (Acrocephalus schoenobaenus) es una especie de ave paseriforme de la familia Acrocephalidae que se encuentra en Eurasia y África. Es un pájaro pequeño de colores pardos, con la espalda y las alas veteadas. Su píleo es oscuro y ligeramente rayado en contraste con una distintiva lista superciliar de color crema pálido. El carricerín común es un migrador de larga distancia, que partiendo de sus zonas de cría de Europa y Asia traviesa el Sahara para llegar a sus cuarteles invernales africanos. El canto del macho se compone de trinos irregulares y puede imitar el canto de otras aves. El carricerín común es insectívoro.

## Descripción
Se trata de un sílvido de tamaño medio, que mide de 11,5 a 13 cm y pesa unos 12 g. Tiene la espalda y las alas de color pardo veteadas en oscuro y las partes inferiores más pálidas. Su obispillo es liso y de un color marrón más cálido, en contraste con el tono más apagado de las alas. Su frente es aplanada y su pico es recto y puntiagudo. Destaca el patrón de color de color de su cabeza con un píleo prácticamente negro y que puede estar ligeramente rayado, que contrasta con sus listas superciliares blanquecinas. Sus patas son grisáceas.
El plumaje de ambos sexos es  muy similar, pero pueden ser distinguidos durante los anillamientos por la presencia de una placa de incubación o una protuberancia cloacal. Los juveniles tienen motas oscuras en el pecho. Puede diferenciarse del muy semejante carricerín cejudo Acrocephalus paludicola porque este último tiene una lista de color crema muy marcada en medio del píleo. Otras especies similares son el carricerín real (A. melanopogon) y la buscarla de Pallas (Locustella certhiola). La esperanza de vida típica para esta especie son dos años. El carricerín común más longevo registrado fue un ave anillada en Finlandia que alcanzó los diez años.

## Taxonomía
El carricerín común fue descrito por Carolus Linnaeus en su Systema naturae en 1758, ya que los ornitólogos hasta entonces no lo distinguían del carricero común. Su nombre científico deriva de los términos griego kephale y akros que significan «cabeza marcada» respectivamente, y la combinación de los términos skhoiniklos «carrizo» y baino «andar».

## Distribución y hábitat
El carricerín común tiene una extensa distribución, de unos diez millones de kilómetros cuadrados, con una población en Europa de entre ocho millones ochocientos  mil y quince millones de ejemplares. Los estudios de la British Trust for Ornithology demuestran que las fluctuaciones en las poblaciones de carricerín común, según la tasa de supervivencia de los adultos, dependen de los cambios en las precipitaciones en sus territorios de invernada. La población total no ha sido medida, pero BirdLife International incluye al carricerín común en la categoría de preocupación menor.

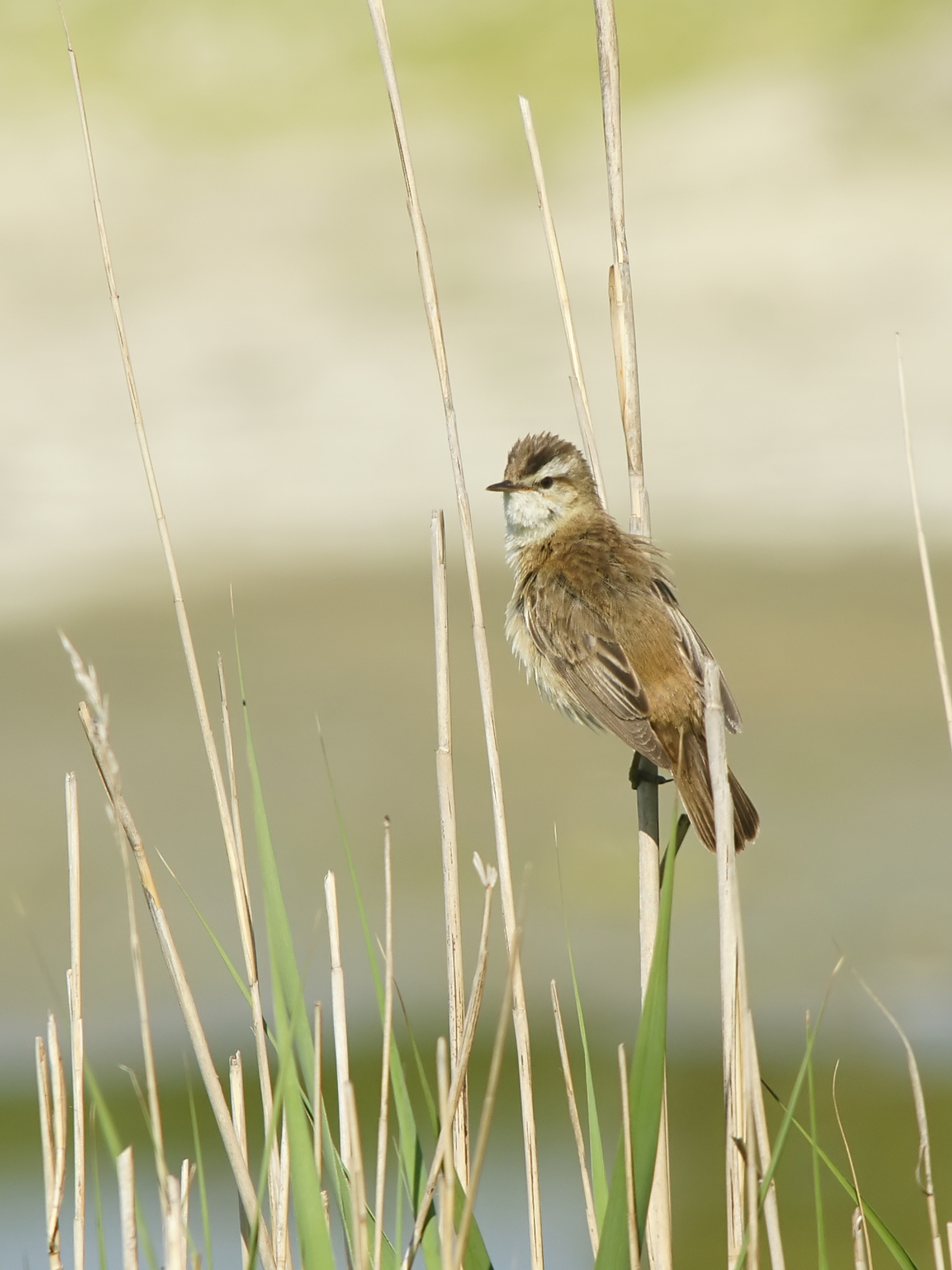
Carricerín común entre los juncos en Bélgica.

Cría en Europa y en Asia occidental y central. Es un ave migratoria, que entre agosto y septiembre, después de almacenar energías tras la época de cría, cruza el sur de Europa y el Sáhara para llegar a sus cuarteles de invernales africanos. Estudios realizados en Nigeria y Uganda sugieren que los carricerines comunes retornan año tras año a los mismos lugares para pasar el invierno. Todos los carricerines comunes pasan el invierno en el África subsahariana, desde Senegal en el oeste hasta Etiopía en el este, con límite norte en Namibia y llegando a la provincia del Cabo en Sudáfrica. La ruta que toman hacia el sur de camino a sus cuarteles invernales depende del lugar de su zona de cría. Las aves procedentes del Reino Unido y Países Bajos se localizan después en los pasos que van desde el suroeste de la península ibérica hasta Italia; las aves anilladas en Suecia se recobran en Europa Central e Italia; mientras que las de Finlandia son encontradas del desde el noreste de Italia y Malta hasta la región del mar Egeo. Los carricerines comunes de Rusia toman rutas a través del Mediterráneo oriental y Oriente Medio.
La pérdida de las zonas húmedas para alimentarse durante la migración y la expansión del desierto del Sahara suponen una amenaza para la población reproductora de los carricerines comunes. Las aves empiezan a abandonar África a finales de febrero, cebadas en los humedales africanos antes y después de atravesar el Sáhara, llegan de nuevo a Europa a partir de marzo.
A diferencia de otros miembros del género Acrocephalus el carricerín común se extienden desde el Ártico hasta latitudes medias. Está adaptado para las condiciones frías y húmedas. Aunque generalmente se encuentra en los pantanos puede criar a quinientos metros o más distancia al agua. Durante la época de cría esta especie se encuentra en los carrizales, a menudo también entre los matorrales, acequias y hábitats lejos del agua como las zonas de ortiga mayor Urtica dioica, setos y tierras de cultivo. En sus áreas de invernada ocupan hábitats como los carrizales de pantanos, papiros, juncales y herbazales. Puede encontrarse en altitudes de 1800 a 2400 m s. n. m. en Etiopía.

## Comportamiento

### Reproducción

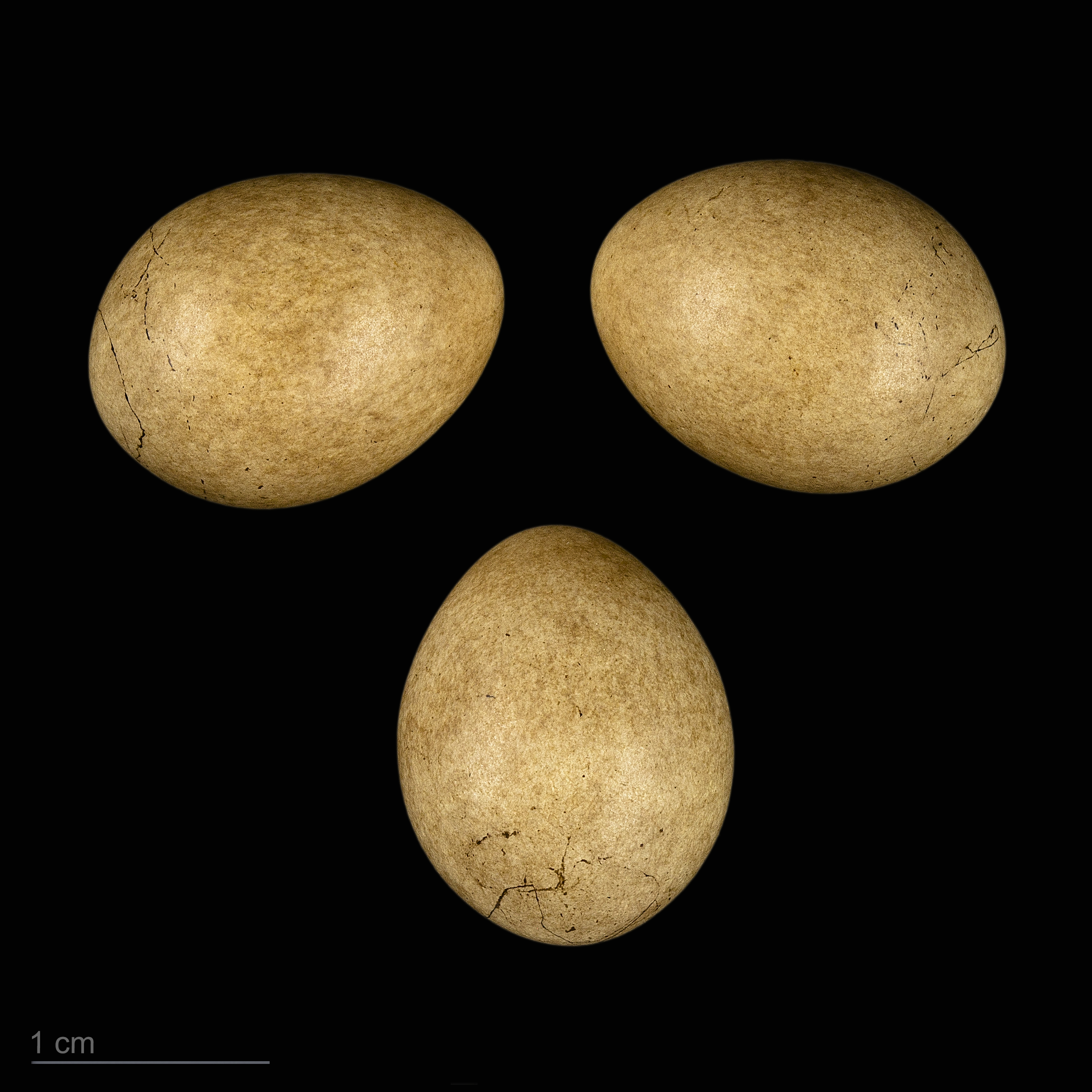
Acrocephalus schoenobaenus - MHNT

Sus cantos son variados y rápidos, con frases suaves e imitaciones de otros pájaros. Se componen de frases al azar, que nunca se repiten en el mismo orden. El macho de carricerín común que tiene el repertorio más amplio es el que se aparea con más hembras.

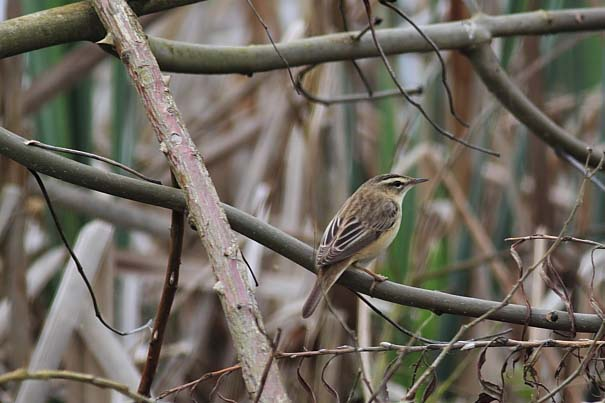
Ejemplar posado entre matorrales.

Los machos de carricerín comienzan a trinar solo unas pocas horas después de llegar a sus territorios de cría. El canto puede emitirse desde una percha despejada como un junco o un arbusto, o a cubierto o mientras vuela rutinariamente por su territorio. También realiza vuelos específicamente para cantar: mientras canta el ave despega se eleva a unos 2 a 5 m y tras volar en círculos desciende dejándose caer lentamente, generalmente manteniendo las alas en forma de «V». El canto tiene las funciones de atraer una compañera, más que la de mantener a los demás machos, y cesa en el momento en que encuentra compañera. Las llamadas de contacto se suenan como «chirr» o «kerr», cuando estas llamadas se repiten rápidamente forman la llamada de alarma.
Los estudios han descubierto que los machos de carricerín suelen ser fieles a sus lugares de cría, pero las hembras no lo son tanto. Un estudio en Nottinghamshire, Inglaterra, mostró que una tercera parte de los machos volvían a un radio de 50 m o menos de su anterior lugar de cría, y que solo el 14% criaba a más de 400 m de distancia. Las parejas generalmente son monógamas, pero no estrictamente. Los machos ocasionalmente practican la bigamia y son promiscuos. Si el nido con huevos o pollos es saqueado por los depredadores la hembra a menudo dejará al macho, que volverá a cantar y se emparejará con otra hembra.
El macho defiende un territorio de entre 0,1 a 0,2 hectáreas. En un estudio realizado en Zaanstad, Países Bajos, los sesenta y ocho territorios estudiados tuvieron un tamaño medio de 1064 m² un año, y 904 m² el siguiente. 
El nido es construido por la hembra en el suelo entre la vegetación o hasta una altura de 50 cm, tejido alrededor de tallos verticales de plantas. Su estructura tiene forma de cuenco con un exterior de hierbas, tallos y hojas, además de telarañas, con una capa interior más suave que incluye flores, pelo de animales y fibras vegetales.
Ponen entre tres y cinco huevos de color amarillo grisáceo con motas marrones, que miden una media de 18 x 13 mm y pesan 1,6 g. Son incubados por la hembra durante 14 días. Los pollos son altriciales y nacen desnudos. Tanto la hembra como el macho cuidan de los pollos, que empluman en trece o catorce días. Tras dejar el nido los jóvenes carricerines siguen siendo alimentados por sus progenitores durante una o dos semanas más.
Se ha registrado hibridación entre el carricerín común y el carricero común.

### Alimentación

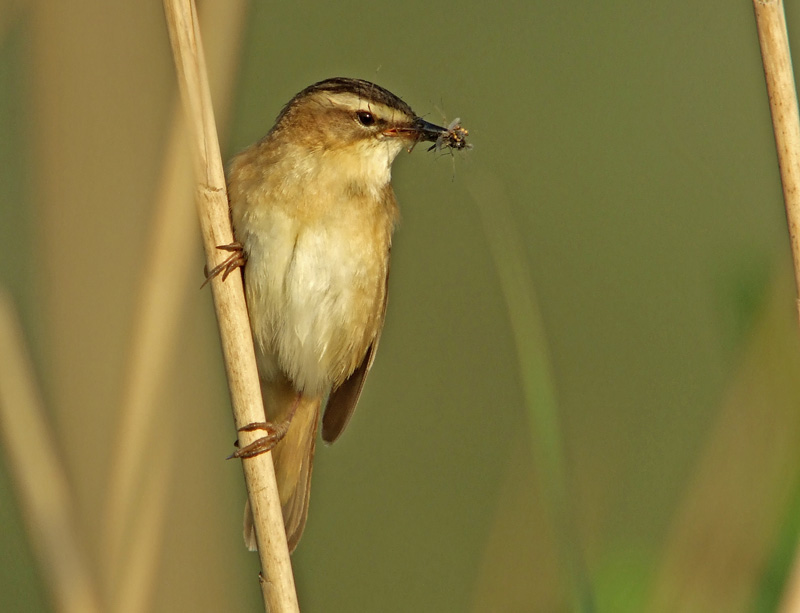
Carricerín llevando varias presas en el pico.

Entre las presas del carricerín común se encuentran las efímeras, las libélulas, los saltamontes, las chinches, neumópteros, polillas, escarabajos y moscas. Entre las materias vegetales que ingieren destacan los frutos del sauco y las moras. Su dieta en los territorios invernales incluye además mosquitos quironómidos, flores y bayas del árbol cepillo de dientes.
A finales de julio, antes de la migración, parece que los carricerines buscan lugares con gran número de pulgones Hyalopterus pruni y están más tiempo allí que en otros lugares. Estudios basados en el anillamiento muestran que estas aves pueden desplazarse considerables distancias (por ejemplo del sur de Inglaterra a Francia) en busca de comida antes de inicial la verdadera migración. Cuando las aves atraviesan Portugal ya tienen suficiente grasa acumulada y además el suministro de pulgones se ha acabado antes del paso de los carricerines por lo que no suelen parar allí.
Los pájaros con la mayor cantidad de grasa acumulada antes de la migración son capaces de hacer el trayecto migratorio hasta África sin paradas. Algunos individuos doblan su peso normal cuando acumulan energía para la migración. Los pájaros más delgados se ven obligados a hacer el viaje en varias etapas. 
Los carricerines comunes se alimentan entre la vegetación baja y densa, especialmente en los juncos y carrizos, pero también entre los campos de cultivo y los arbustos. Un estudio realizado en Attenborough (Inglaterra) desveló que los hábitats que usan para alimentarse durante la estación de cría eran en un 47% tierras pantanosas y marismas, principalmente de hierbas Glyceria, un 26% matorrales, un 21% campos de cultivo y un 6% bosques. Las técnicas de caza utilizadas incluyen atrapar insectos picando la vegetación mientras están posados, y algunas veces mientras se ciernen en el aire, y la captura por salto, para atrapar insectos voladores en el aire. Los carricerines tienden a moverse a saltos entre las los tallos de las plantas y atrapar los insectos que están debajo de las hojas, y aprovechan las horas del amanecer y el ocaso cuando sus presas tienen menos movilidad por las bajas temperaturas.